# Josef Posipal
Josef Posipal, também conhecido como Jupp Posipal (Lugoj, 20 de junho de 1927 — Hamburgo, 21 de fevereiro de 1997), foi um futebolista alemão nascido na Romênia. Foi um dos defensores titulares da seleção alemã-ocidental campeã da Copa do Mundo FIFA de 1954, a primeira do país. Na época, Posipal defendia o Hamburgo, sendo o único representante deste clube entre os titulares.

## Carreira em clubes
Posipal mudou-se ainda na juventude à Alemanha, estreando no futebol adulto em 1944, promovido pelo Arminia Hannover. A equipe desde 1941 já não se fazia presente no campeonato alemão, na época regionalizado e interrompido em 1945 pelo agravamento da Segunda Guerra Mundial. Após a Guerra, a equipe foi realocada no grupo Norte da então Oberliga, iniciada na temporada 1947-48, na qual foi sexta colocada. Na seguinte, foi décima.[carece de fontes?]"
Em 1949, Posipal ingressou no Hamburgo, outro clube do Grupo Norte. A equipe venceu a chave na temporada 1949-50 e nas três seguintes, tendo como vice o rival St. Pauli (vencedor do grupo em 1948-49) nas de 1949-50 e de 1950-51. Posipal, em paralelo, estreou em 1951 pela seleção alemã-ocidental. Apesar do sucesso regional, o HSV falhava em chegar perto das instâncias decisivas na fase nacional do campeonato, sem chegar nenhuma vez às finais naquele período. Na temporada 1953-54, o clube decaiu para décimo lugar na própria fase regional,[carece de fontes?] o que não impediu a presença do defensor na Copa do Mundo FIFA de 1954.
O Hamburgo voltou a vencer o Grupo Norte da Oberliga em todas as temporadas após o mundial até 1963, quando o formato foi alterado para a atual Bundesliga. Na temporada 1954-55, na segunda-fase de grupos ficou um ponto abaixo do Kaiserslautern, o finalista;[carece de fontes?] era o clube-base da seleção, possuindo cinco dos titulares alemães da final da Copa do Mundo FIFA de 1954, incluindo Fritz Walter. Na de 1955-56, a vaga na decisão foi, também na segunda fase de grupos, perdida nos critérios de desempate com o futuro campeão Borussia Dortmund. Na de 1956-57, o Hamburgo enfim avançou à final nacional, mas foi derrotado por 4-1 pelo mesmo Dormutnd. Na temporada 1957-58, o clube novamente avançou à final, mas nela foi derrotado por 3-0 pelo Schalke 04. Foi a última temporada de Posipal, que ali encerrou a carreira.[carece de fontes?]

## Seleção
Residente na Alemanha desde a juventude, Posipal veio a adquirir a cidadania da Alemanha Ocidental em 1950. Estreou pela seleção deste país em 17 de junho de 1951, em derrota por 2-1 para a Turquia dentro de Berlim Ocidental. Era apenas a segunda partida da história da seleção, retomada em novembro de 1950 após a partida anterior datar de 1942, ainda em meio à Segunda Guerra Mundial e antes da subsequente divisão da Alemanha.[carece de fontes?]
Apesar da derrota, Posipal, dos seis jogos realizados pelo Nationalelf em 1951, esteve presente em quatro, incluindo vitória por 2-0 sobre a própria Turquia em Istambul. No ano seguinte, participou das seis partidas realizadas pela seleção, incluindo vitória por 3-0 sobre a Irlanda em Colônia (em 1951, os irlandeses haviam derrotado os germânicos por 3-2 em Dublim, com Posipal em campo) e empate em 2-2 com a Espanha em Madrid. Ele também esteve em todas as quatro partidas da Alemanha Ocidental em 1953, incluindo três válidas pelas eliminatórias da Copa do Mundo FIFA de 1954.[carece de fontes?]
O país não havia participado das eliminatórias para o mundial de 1950, tal como outras nações, em função da situação imediata ao pós-Segunda Guerra Mundial. Assim, o desempenho alemão nas eliminatórias seguintes, mesmo em um grupo-triangular com Noruega e o então independente Sarre (reanexado ao território alemão no final da década de 1950) não deixou de ser uma surpresa, ainda que explicada pelo fato do Campeonato Alemão de Futebol só ter sido na guerra interrompido em 1945 - preservando assim muitos jogadores que teriam idade para lutar. A Alemanha começou empatando em 1-1 com os noruegueses em Oslo e depois venceu todas as partidas seguintes, sempre com pelo menos três gols: 3-0 em Stuttgart no Sarre, 5-1 na Noruega em Hamburgo e, já em 28 de março de 1954, 3-1 no Sarre em Saarbrücken. O técnico oponente era Helmut Schön, posteriormente treinador da própria Alemanha Ocidental.
Posipal esteve em todas as partidas das eliminatórias, e em 1954, ainda antes o mundial, também participou de vitória por 5-3 na Basileia sobre a Seleção Suíça de Futebol,[carece de fontes?] país sede do torneio. Apesar da surpresa pelo desempenho nas eliminatórias, a Alemanha Ocidental não era tida como uma seleção favorita mesmo estreando no mundial vencendo por 4-1 a Turquia. Posipal esteve nessa partida como um dos zagueiros, ao lado de Fritz Laband. Mas na partida seguinte foi escalado fora de posição, como volante: o técnico Sepp Herberger entendeu que os alemães dificilmente bateriam a sensação Hungria e optou por escalar um time majoritariamente reserva para poupar os principais jogadores. Os magiares de fato golearam por 8-3, com a dupla de zaga sendo formada por Werner Liebrich e Hans Bauer; naquele mundial, cada grupo teria dois cabeças-de-chave, que não se enfrentariam. Por punição disciplinar à expulsão alemã em 1945 dos quadros da FIFA, a entidade delimitou que os cabeças do grupo formado também com a Coreia do Sul seriam Hungria e Turquia, forçando assim o jogo entre alemães e húngaros.
A dupla de zaga formada por Laband e Posipal foi retomada para a partida seguinte, o jogo-desempate com a Turquia. A goleada alemã sobre os turcos dessa vez foi por 7-2, com o segundo gol adversário só ocorrendo a seis minutos do fim, com o jogo já em 7-1. Mesmo assim, os germânicos não eram considerados favoritos para a partida contra a Iugoslávia, já pelo mata-mata das quartas-de-final. Posipal não esteve na partida, com Liebrich retornando para formar a dupla de zaga com Laband. O oponente era visto como uma seleção mais técnica e dominou o jogo inicialmente, chegando a acertar duas vezes a trave alemã, e ter outras duas chances sendo salvas em cima da linha por Werner Kohlmeyer. O placar foi aberto já aos 10 minutos de jogo, mas por um gol contra de Ivan Horvat. Os iugoslavos pressionaram bastante no decorrer da partida e só aos 41 minutos do segundo tempo a classificação alemã se assegurou, com o gol de Helmut Rahn finalizando o placar em 2-0, resultado considerado surpreendente contra o favoritismo adversário.
Na semifinal, a Alemanha Ocidental estava mais confiante, sabendo que a oponente Áustria havia sofrido cinco gols da Suíça, ainda que houvesse a eliminado por marcar sete. Liebrich foi mantido como um dos titulares da zaga, com Laband passando à reserva e Posipal substituindo-lhe. Após um primeiro tempo equilibrado, com vitória parcial por 1-0 da Nationalmannschaft, a seleção vizinha terminou derrotada por 6-1, prejudicada pelo nervosismo do seu goleiro, Walter Zeman, que não era o titular. A mídia enfim reconheceu as chances de título dos alemães, embora logo minoradas com a notícia posterior de que Ferenc Puskás, lesionado exatamente naquele duelo de 8-3, estaria apto para participar da decisão após ter se ausentado ao longo do torneio em função da lesão.
Na final, a dupla de Posipal com Liebrich, formada na semifinal, foi mantida. A Hungria conseguiu marcar duas vezes antes dos dez minutos, embora Posipal não fosse diretamente responsabilizado. No primeiro gol, Puskás ficara em liberdade para marcar após a bola desviar em Liebrich; no segundo, Kohlmeyer falhara na proteção, terminando por trombar com o goleiro Toni Turek e permitindo que Czibor pudesse concluir diante do gol vazio. Ainda aos 18 minutos de jogo, porém, a Alemanha já havia conseguido empatar.
Apesar da igualdade alcançada sem demora, a tática do treinador Sepp Herberger foi mantida: ter paciência para defender e aguardar um contra-ataque, ciente de que os magiares, ao contrário dos germânicos, vinham de confrontos mais desgastados, contra Brasil na "Batalha de Berna" e Uruguai (encerrado na prorrogação). Os próprios húngaros optaram por diminuir o ímpeto, receosos de nova prorrogação. Aos 39 minutos, a Alemanha conseguiu o gol da vitória, no que ficou conhecido como "o milagre de Berna".
Após a Copa, Posipal defendeu a Alemanha Ocidental por mais onze vezes; curiosamente, foi derrotado em nove, incluindo na última partida, um 2-1 sofrido para a União Soviética em Hannover em 15 de setembro de 1956. Foram 32 jogos, com dezesseis vitórias, três empates e treze derrotas. Marcou um gol, naquela vitória por 3-0 sobre a Irlanda em 1952.[carece de fontes?]

## Títulos

### Hamburgo
- Grupo Norte do Campeonato Alemão-Ocidental: 1949-50, 1950-51, 1952-53, 1954-55, 1955-56, 1956-57 e 1957-58

### Seleção Alemã-Ocidental
- Copa do Mundo FIFA: 1954